# Cherry Fork

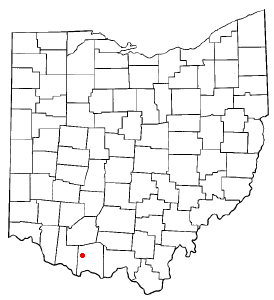
Cherry Fork na planie stanu Ohio

Cherry Fork – wieś w USA, w stanie Ohio.
Liczba mieszkańców w 2010 roku wynosiła 155, a w roku 2012 wynosiła 155.